# Franzmann-Haus in Brakel-Hembsen
Franzmann-Haus in Brakel-Hembsen este o arie protejată (sit de importanță comunitară — SCI) din Germania întinsă pe o suprafață de 0,02 ha, integral pe uscat.

## Localizare
Centrul sitului Franzmann-Haus in Brakel-Hembsen este situat la coordonatele 51°42′39″N 9°14′31″E / 51.7108°N 9.2419°E.

## Înființare
Situl Franzmann-Haus in Brakel-Hembsen a fost declarat sit de importanță comunitară în mai 2004 pentru a proteja 1 specie de animale.

## Biodiversitate
Situată în ecoregiunea continentală, aria protejată nu include niciun habitat protejat.
La baza desemnării sitului se află o specie protejată de  mamifere: liliac comun (Myotis myotis).